# لور (إيران)
لور هي قرية في مقاطعة أرومية، إيران. عدد سكان هذه القرية هو 317 في سنة 2006.